# Ryūichi Kawai
Ryūichi Kawai (jap. 河合 龍一, Kawai Ryūichi; * 26. September 1983 in Eniwa, Hokkaidō) ist ein japanischer Eishockeyspieler, der seit 2015 bei den Nikkō IceBucks in der Asia League Ice Hockey unter Vertrag steht.

## Karriere
Ryūichi Kawai begann seine Karriere als Eishockeyspieler beim Kokudo Ice Hockey Team, für dessen Profimannschaft er in der Saison 2003/04 sein Debüt in der neu gegründeten Asia League Ice Hockey gab. Dabei gab er in drei Spielen zwei Torvorlagen. In den Jahren 2005 und 2006 gewann der Verteidiger jeweils die Meisterschaft der ALIH mit Kokudo. Seine Mannschaft wurde 2006 in Seibu Prince Rabbits umbenannt. In den Spielzeiten 2006/07 und 2008/09 scheiterte der japanische Nationalspieler jeweils mit seinem Team im Playoff-Finale an den Nippon Paper Cranes. Nach Auflösung der Seibu Prince Rabbits schloss sich Kawai wie sein jüngerer Bruder Takuma zur Saison 2009/10 dem Liga-Neuling Tōhoku Free Blades an. In der Saison 2010/11, welche aufgrund des Tōhoku-Erdbebens vorzeitig beendet wurde, gewann er mit seiner Mannschaft den Meistertitel der Asia League Ice Hockey.
Zur Saison 2011/12 wechselte Kawai innerhalb der ALIH zum südkoreanischen Verein High1, bei dem er vier Jahre spielte, ehe er 2015 nach Japan zurückkehrte, wo er nunmehr für die Nikkō IceBucks auf dem Eis steht.

### International
Im Juniorenbereich spielte Kawai bei der U18-B-Weltmeisterschaft 2000 und der U18-Weltmeisterschaft der Division I 2001 sowie den U20-Weltmeisterschaften der Division II 2001 und 2002 und der Division I 2003.
Für Japan nahm Kawai an den Weltmeisterschaften der Division I 2007, 2008 und 2009 teil. Zudem spielte er im Jahr 2009 in der zweiten Qualifikationsrunde für die Olympischen Winterspiele 2010. Bei den Winter-Asienspielen 2007 gewann er mit Japan die Goldmedaille.

## Erfolge und Auszeichnungen
- 2005 Asia-League-Ice-Hockey-Meister mit dem Kokudo Ice Hockey Team
- 2006 Asia League Ice Hockey-Meister dem Kokudo Ice Hockey Team
- 2007 Vizemeister der Asia League Ice Hockey mit den Seibu Prince Rabbits
- 2009 Vizemeister der Asia League Ice Hockey mit den Seibu Prince Rabbits
- 2011 Asia League Ice Hockey-Meister mit den Tōhoku Free Blades

### International
- 2002 Aufstieg in die Division I bei der U20-Weltmeisterschaft der Division II
- 2007 Goldmedaille bei den Winter-Asienspielen

## Asia-League-Statistik
(Stand: Ende der Saison 2017/18)